# 第一代突尼斯的亞歷山大伯爵哈羅德·亞歷山大
哈罗德·鲁珀特·莱奥弗里克·乔治·亚历山大，第一代突尼斯的亚历山大伯爵，（Harold Rupert Leofric George Alexander, 1st Earl Alexander of Tunis，1891年12月10日—1969年6月16日），英国军事指挥家和英国陆军元帅，在第二次世界大战期间任盟軍第十五集團軍司令、地中海战区盟军最高司令。后任英國國防大臣及加拿大總督等職。

## 军事生涯
亚历山大是爱尔兰的贵族家庭卡尔顿伯爵和伊丽莎白·格雷厄姆·托勒（Lady Elizabeth Graham Toler）夫妇的第三个孩子，毕业于哈罗公学和英国桑赫斯特皇家军事学院。1911年入爱尔兰禁卫军任少尉。第一次世界大战期间历任排长、连长、营长和临时旅长。1926年进入坎伯利参谋学院深造，1930年从帝国国防学院毕业，1934年任印度军旅长。
1939年，任英国第1步兵师少将师长，率英国远征军开赴法国参加第二次世界大战。在1940年5月，受伯納德·勞·蒙哥馬利將軍推薦，取代巴克將軍指揮敦刻尔克大撤退，任英国第1军军长，组织英军安全撤回英国。1940年12月，任英国南方军区司令，晋升为中将。1942年3月，奉命指挥缅甸军对日军的作战行动，在仁安羌之战中与7000名英军被日军包围，后得到孙立人领导的中国远征军新38师解围，率余部撤到印度。7月，任英国第1集团军司令。
1942年8月，在埃及开罗接替克劳德·奥金莱克出任英军中东战区总司令，晋升为上将。与此同时，蒙哥马利接任第8军团司令，成为亚历山大的部属。亚历山大和蒙哥马利共同成功地组织实施第二次阿拉曼战役，致使德意志军伤亡2万、被俘3万。1943年1月，任北非战区盟军最高副司令兼第18集团军司令，指挥英国第1军团、美国第2军和英国第8军团。任内组织指挥突尼斯战役，德意军24万人被迫投降，因而在戰後1946年被封为“突尼斯的亚历山大子爵”，1952年又晉為伯爵。
北非战役之后，亚历山大出任地中海战区盟军最高副司令兼第15集团军司令，1944年12月，继亨利·梅特兰·威尔逊之后升任地中海战区盟军最高司令，晋升为英国陆军元帅。1945年4月29日，德军代表被迫签署规定5月2日无条件投降的文件，亚历山大代表盟国受降。

## 加拿大总督
1946—1952年亚历山大出任加拿大總督，也是最后一任英国籍加拿大总督，1952—1954年出任英国国防大臣，1954年退出现役。1969年6月16日，亚历山大去世。主要著作有《亚历山大回忆录》。

## 榮譽
突尼斯伯爵哈羅德·亞歷山大所獲獎項略章
榮譽勳獎
- 1936年2月7日 – 1969年6月16日：印度之星勳章（英语：Order of the Star of India）（CSI）
- 1938年 – 1942年1月1日：巴斯最高榮譽勳章 (CB)
  - 1942年1月1日 – 1942年11月11日：巴斯最光榮的騎士級勳章(KCB)
  - 1942年11月11日 – 1969年6月16日：巴斯最光榮的騎士大十字級勳章 (GCB)
- 1946年1月1日 – 1969年6月16日：耶路撒冷聖約翰醫院最尊貴騎士勳章 (KStJ)[2]
- 1946年9月16日 – 1952年1月28日：耶路撒冷聖約翰尊貴勳章加拿大正義騎士、大法官和首席官(KStJ)
- 1946年1月20日 – 1960年3月25日：聖邁克爾和聖喬治最傑出騎士大十字勳章 (GCMG)
  - 1960年3月25日 – 1967年10月12日：聖邁克爾和聖喬治最傑出勳章大師級[3][4]
  - 1967年10月12日 – 1969年6月16日：聖邁克爾和聖喬治最傑出勳章騎士大十字級 (GCMG)
- 1946年4月12日 – 1952年1月28日：加拿大首席童軍[5]
- 1946年7月13日 – 1969年6月16日：夸夸嘉夸族名譽酋長
- 1946年12月3日 – 1969年6月16日：嘉德最高級騎士勳章 (KG)
- 1950年 – 1969年6月16日：黑腳聯盟首領
- 1952年1月29日 – 1969年6月16日：國王陛下的加拿大樞密院成員 (PC (Can))[6]
- 1957年5月17日 – 1965年4月1日：倫敦郡郡尉（英语：Lord Lieutenant of the County of London）[7]
- 1965年4月1日 – 1966年12月28日：大倫敦郡郡尉（英语：Lord-Lieutenant of Greater London）[8]
- 1960年 – 1965年：倫敦塔總管（英语：Constable of the Tower）[9]
- 1959年1月1日 – 1969年6月16日：功績勳章 (OM)[10]

軍事勳章
- 英国 1916年1月14日：軍功十字勳章（MC）
- 英国 1916年10月20日：傑出服務勳章（DSO）
- 加拿大 1951年6月7日：加拿大武裝力量勳章（英语：Canadian Forces' Decoration）（CD）[11]

獎章
- 英国 1919年：帶釦1914年星章（英语：1914 Star）
- 英国 1919年：英國戰爭獎章（英语：British War Medal）
- 英国 1919年：勝利獎章（英语：Victory Medal (United Kingdom)）
- 英国 1935年：喬治五世國王登基25周年紀念獎章（英语：King George V Silver Jubilee Medal）
- 英国 1935年：印度將官服役獎章（英语：India General Service Medal (1909)）
- 英国 1937年：喬治六世國王加冕獎章（英语：King George VI Coronation Medal）
- 英国 1945年：1939年至1945年星章
- 英国 1945年：緬甸星章（英语：Burma Star）
- 英国 1945年：非洲星章（英语：Africa Star）
- 英国 1945年：義大利星章（英语：Italy Star）
- 英国 1945年：1939年至1945年戰爭獎章（英语：War Medal 1939–1945）
- 英国 1953年：伊莉莎白二世女王加冕獎章（英语：Queen Elizabeth II Coronation Medal）

獎項
- 英国 1917年1月4日：战报通令嘉奖（英语：Mentioned in Despatches）[12]
- 英国 1918年12月27日：战报通令嘉奖
- 英国 1919年7月8日：战报通令嘉奖
- 英国 1920年2月3日：战报通令嘉奖
- 英国 1936年2月7日：战报通令嘉奖
- 英国 1936年5月8日：战报通令嘉奖
- 英国 1940年12月20日：战报通令嘉奖
- 英国 1942年10月28日：战报通令嘉奖
- 英格兰 1945年：曼徹斯特榮譽市民  [13]
- 英格兰 1946年3月25日：倫敦市榮譽市民[14][15]
- 苏格兰 愛丁堡榮譽市民[16]

### 外國榮譽和勳章
- 法國 1916年10月20日：法國榮譽軍團勳章騎士級
- 俄羅斯：貳等騎士級聖安娜勳章（英语：Order of Saint Anna）
- 美国 1943年8月10日：總司令級功勳軍團勳章（英语：Legion of Merit）[17]
- 苏联 1944年2月29日：壹級苏沃洛夫勋章[18]
- 希腊 1944年6月20日：大十字級皇家喬治一世勳章（英语：Order of George I）[19]
- 波蘭 1944年12月5日：伍級維圖蒂軍事勳章（英语：Virtuti Militari）[20]
- 美国 1945年8月2日：陆军杰出服役勋章[21]

### 名譽軍事頭銜
- 英國王室 1936年3月7日 - 1937年11月19日：國王陛下的侍從官（ADC）[22]
- 英属印度 1937年7月2日 - 1947年8月14日：第二旁遮普軍團（英语：2nd Punjab Regiment）第3營上校
- 英國王室 1944年7月20日 – 1946年8月2日: 國王陛下的上將侍從官（英语：Aide-de-Camp General）（ADC General）[23][24]
- 英国 1946年8月28日 – 1969年6月16日：愛爾蘭衛隊上校[25]
- 英国 1949年11月10日 – 終身任職：皇家阿爾斯特步槍隊（英语：Royal Ulster Rifles）（倫敦愛爾蘭步槍隊）上校[26]
- 英国 1951年7月10日 – 終身任職：牛津大學大學訓練團特遣隊上校[27]

### 榮譽學位
- 1946年5月22日：魁北克省麦吉尔大学法學博士（LLD）[28]
- 1946年：安大略省金斯顿女王大學法學博士（LLD）[29]
- 1946年：安大略省多倫多大學法學博士（LLD）[30]
- 1948年5月13日：不列顛哥倫比亞大學法學博士（LLD）[31]
- 1949年3月21日：加利福尼亚大学洛杉矶分校法學博士（LLD）[32]
- 1949年10月22日：西安大略大学法學博士（LLD）[33]
- 1953年：利物浦大学法學博士（LLD）[34]
- 1955年：諾丁漢大學法學博士（LLD）[35]

### 非官方頭銜
加拿大 艾伯塔省
- 鷹首酋長（Chief Eagle Head）[36]

### 命名紀念
社區
- 安大略省：渥太華亞歷山大子爵公園（英语：Viscount Alexander Park）

學校
- 安大略省：渥太華亞歷山大子爵公立學校[37]
- 曼尼托巴省：温尼伯亞歷山大子爵學校

### 紋章
|  | 備注Arms of The Earl Alexander of Tunis: Per pale argent and sable a chevron and in base a crescent all counterchanged on a canton azure a harp or stringed argent. |